# Caradrina occidentalis
Caradrina occidentalis là một loài bướm đêm trong họ Noctuidae.